# Ӯ (слово ћирилице)
Ӯ ӯ (искошено: Ӯ ӯ) је слово ћирилице, изведено од ћириличног слова У.

## Употреба
Слово „ӯ“ се користи у азбуци таџичког језика, где представља блиски средишњи заобљени самогласник, . Сходно томе, иако је облик слова модификација слова ⟨У⟩, једини аспект звука који се дели са  јесте да су оба релативно блиски, заобљени самогласници.
Године 1937, такође је предложено за употребу у карелијској ћирилици за представљање , али то није усвојено.
Слово „ӯ“ се користи за представљање дугог  у килдинским самијским и мансијским језицима, два уралска језика која се говоре на Кољском полуострву (килдин самијски) и у Западном Сибиру (мансијски). У овим језицима, дужина је препознатљива, а макрон се користи за означавање дуге верзије свих самогласника.
Слово „ӯ“ се такође користи у алеутском језику (беринговом дијалекту). То је тридесет шесто слово модерне алеутске азбуке.
Слово „ӯ“ се такође користи у русинском језику, једином словенском језику који то чини. Његов звук је близак /y/, или у неким дијалектима, /u/.

## Рачунарски кодови
| Знак                      | Ӯ                                     | Ӯ                                     | ӯ                                   | ӯ                                   |
| ------------------------- | ------------------------------------- | ------------------------------------- | ----------------------------------- | ----------------------------------- |
| Назив у Уникоду           | CYRILLIC CAPITAL LETTER U WITH MACRON | CYRILLIC CAPITAL LETTER U WITH MACRON | CYRILLIC SMALL LETTER U WITH MACRON | CYRILLIC SMALL LETTER U WITH MACRON |
| Врста кодирања            | децимална                             | хексадецимална                        | децимална                           | хексадецимална                      |
| Уникод                    | 1262                                  | U+04EE                                | 1263                                | U+04EF                              |
| UTF-8                     | 211 174                               | D3 AE                                 | 211 175                             | D3 AF                               |
| Нумеричка референца знака | &#1262;                               | &#x4EE;                               | &#1263;                             | &#x4EF;                             |

## Слична слова
- U u : Латинично слово
- Ū ū : Латинично слово
- Y y : Латинично слово
- Ȳ ȳ : Латинично слово
- Ў ў : Ћирилично слово
- Ӱ ӱ : Ћирилично слово
- Ӳ ӳ : Ћирилично слово
- Ү ү : Ћирилично слово
- Ұ ұ : Ћирилично слово